# Личка, Вернер
Ве́рнер Ли́чка (чеш. Verner Lička; родился 15 сентября 1954, Глучин) — чехословацкий футболист и футбольный тренер, олимпийский чемпион 1980 года.

## Карьера игрока

### Клубная
Личка начал выступать в родном городе в клубе «Сокол». В 1973 году он дебютировал в составе клуба «Острой» из Опавы, а через год отправился в «Дуклу» из Тахова. Вернувшись по окончании сезона обратно в «Острой», Личка не смог там закрепиться и перешёл в остравский «Баник», где провёл большую часть карьеры. Трижды он стал победителем чемпионата Чехословакии один раз выиграл Кубок. В 1986 году Личка уехал во французский «Гренобль», затем выступал в бельгийских «Берхеме» и «Жерминаль Экерен». Карьеру завершил, выступая за малоизвестные «Кале» и «Олимпик» из Гранд-Сента.

### В сборной
В составе сборной Чехословакии провёл 9 игр и забил единственный гол 9 сентября 1981 года в Праге Уэльсу в рамках отбора к чемпионату мира 1982. Завоевал олимпийское золото в Москве в 1980 году и бронзу на чемпионате Европы в Италии в том же году.

## Карьера тренера
Карьеру тренера начал в остравском «Банике» в качестве помощника тренера в сезоне 1992/93, а через год стал главным тренером. Позднее временно возглавлял «Злин», затем снова вернулся в «Баник», который возглавлял до 2000 года. В то же время он работал в чешской сборной как ассистент. В 2000 году он уехал в Катар тренировать команду «Катар СК». В мае 2001 года его снова позвали в «Баник», но Личка отклонил предложение и уехал в Польшу работать в варшавскую «Полонию». В середине 2002 года он был назначен тренером молодёжной сборной, которую покинул в декабре 2004 года. В апреле он был назначен тренером «Гурника» из Забже, но был оттуда уволен. Покинув чешскую молодёжную сборную, Личка ушёл в «Вислу» из Кракова. В сезоне 2006/07 он работал в «Дискоболии».

## Достижения

### Командные
- Чемпион Чехословакии: 1975/76, 1979/80 и 1980/81
- Обладатель Кубка Чехословакии: 1979
- Олимпийский чемпион: 1980
- Бронзовый призёр чемпионата Европы: 1980

### Индивидуальные награды
- Лучший бомбардир Первой лиги Чехословакии: 1980 и 1984
- Член Клуба бомбардиров Лиги (игроки с 100 и более голами в матчах чемпионата Чехословакии)